# Constantin Virgil Gheorghiu

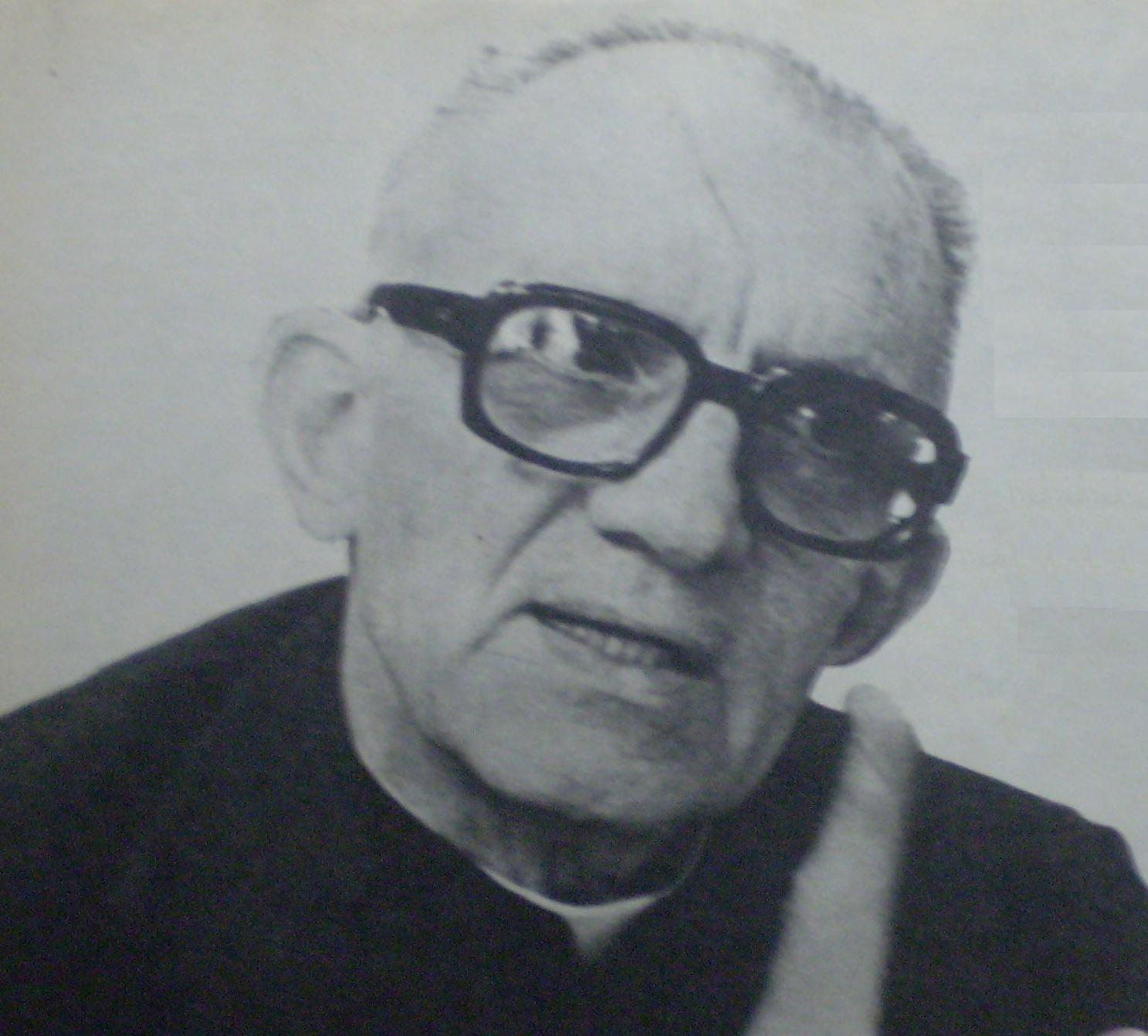
C.V. Gheorghiu

Constantin Virgil Gheorghiu (Valea Albă, 15 september 1916 - Parijs, 22 juni 1992) was een Roemeense schrijver, bekend geworden door zijn roman uit 1949, getiteld Het 25ste uur.

## Carrière
Virgil Gheorghiu werd geboren in Valea Albă, een dorp in de gemeente Războieni, in Roemenië. Zijn vader was een orthodoxe priester in Petricani. Van 1928 tot juni 1936 studeerde hij aan de militaire hogeschool Koning Ferdinand I in Chişinău (toen nog onderdeel van Roemenië). Hier begon hij met het schrijven van poëzie. Daarna ging hij filosofie en theologie studeren aan de universiteit van Boekarest. Daar bracht hij zijn eerste dichtbundel, Viaţa de toate zilele a poetului (Het alledaagse leven van een dichter), uit met onder andere een gedicht naar aanleiding van de moord op politicus Armand Călinescu. Ook begon hij hier aan zijn journalistieke carrière en werkte hij voor verschillende kranten.
In juli 1941, ten tijde van het regime van generaal Ion Antonescu, dat zich gelieerd had aan Nazi-Duitsland, was hij correspondent voor het ministerie van propaganda, liep hij mee in de verovering van Bessarabië en voer hij mee op de onderzeeboot Dolfijn tijdens de maritieme blokkade van de Krim. Hij schreef drie bundels over deze veldslagen, die meerdere malen werden herdrukt. Vervolgens werd hij in 1943 aangesteld door datzelfde ministerie als secretaris op de ambassade in Zagreb in bezet Kroatië. Toen de Sovjet-Unie in 1944 Roemenië binnenviel weigerde hij  naar zijn vaderland terug te gaan. Hij en zijn vrouw vluchtten naar Oostenrijk in de hoop uiteindelijk naar Amerika te kunnen ontkomen. Ze werden echter geïnterneerd. Na zestien maanden kwam hij vrij, nadat hij zich had kunnen inschrijven aan de faculteit theologie aan de universiteit van Heidelberg. Uiteindelijk kwamen zij in 1948 in Frankrijk terecht.
Een jaar later schreef hij de roman La Vingt-cinquième Heure. De Franstalige uitgave werd een succes en andere vertalingen volgden, waaronder in het Nederlands onder de titel "Het 25ste uur". In mei 1963 werd hij als orthodox priester gewijd in Parijs. In 1966 ontving hij uit handen van patriarch Justinian het kruis van het Roemeens patriarchaat voor zijn liturgische en literaire bijdragen. Hij ligt begraven op de begraafplaats Passy in Parijs.

## Het 25ste uur
Het bekendste boek van Gheorghiu was Het 25ste uur (La Vingt-cinquième Heure) uit 1949. Het boek beschrijft de lotgevallen van een jonge naïeve Roemeense boer, Johann Moritz, en priesterszoon Traïan Koruga onder de Duitse, Sovjet- en Amerikaanse bezetting van Oost-Europa. Doordat Moritz telkens een andere identiteit krijgt aangemeten, van jood naar Hongaar naar Nazi, wordt hij van kamp naar kamp gestuurd. Het boek is een aanklacht tegen de onmenselijke en machinale "westerse technische samenleving" waar mensen worden ingedeeld in categorieën.
Het manuscript werd in 1949 vertaald door de eveneens Roemeense schrijfster Monica Lovinescu onder het pseudoniem Monique Saint-Come en in eerste instantie in Frankrijk uitgegeven met een voorwoord door Gabriel Marcel. Een onenigheid over royalty's en daaropvolgende lastercampagne waarbij citaten uit zijn oorlogsverslagen werden verspreid, leidde rond 1953 tot een breuk tussen Gheorghiu en de rest van de Roemeense diaspora in Frankrijk. In 1967 werd het boek als basis gebruikt voor een Joegoslavisch-Italiaans-Franse co-productie, getiteld La Vingt-cinquième Heure, onder regie van Henri Verneuil, naar het scenario van Henri Verneuil, François Boyer en Wolf Mankowitz. De hoofdrol werd gespeeld door Anthony Quinn (nagesynchroniseerd door Henry Djanik), met Virna Lisi als zijn vrouw Suzanna Moritz en Serge Reggiani als Traïan Koruga. Pas in 2004 werd het boek ook in het Roemeens uitgegeven onder de titel Ora 25.

### Roemeense periode
- Viaţa de toate zilele a poetului (Het alledaagse leven van een dichter)
- Caligrafie pe zăpadă (Kalligrafie in de sneeuw)
- Armand Călinescu
- Ceasul de rugăciune (Uur van bidden)
- Ard malurile Nistrului  (Hoge oevers van de Dnjestr)
- Am luptat în Crimeea (Ik vocht in de Krim)
- Cu submarinul „Delfinul” la asediul Sevastopolului (Onderzeeër "Dolfijn" bij de belegering van Sebastopol)

### Franse periode
- Ora 25, 1949. Vertaling: Het vijf en twintigste Uur, Pax 1950 (vertaling door Frans van Oldenburg Ermke), later (±1959) ook heruitgegeven door A.W. Bruna onder de titel Het 25e uur. Rond 1980 door uitgeverij De Kern onder dezelfde titel als A.W. Bruna en de Nederlandse Boekenclub onder de titel Het 25ste uur. In Vlaanderen is het boek in 1974 twee delen uitgegeven in de reeks Filmclub van uitgeverij Walter Beckers onder de titel Het vijfentwintigste uur (vertaling door Wilke Jongeling-Strijdhorst).
- La seconde chance, 1952. Vertaling: De tweede kans, Pax 1953 (vertaling door Frans van Oldenburg Ermke)
- L'homme qui voyagea seul, 1954. Vertaling: De man die alleen reisde, Pax 1959 (vertaling door Johan M. Palm)
- Le peuple des immortels, 1955
- Les sacrifiés du Danube, 1957. Vertaling: Pilatus aan de Donau, Pax 1957 (vertaling: Louis Thijssen)
- Saint Jean bouche d'or, 1957
- Les mendiants de miracles, 1958, Vertaling: Bedel niet om wonderen, Pax 1959 (vertaling: Louis Thijssen)
- Pourquoi tuer Limitrof, 1959. Vertaling: De verdenking, W. van Hoeve 1959 (vertaling: Louis Thijssen)
- La cravache, 1960. Vertaling: De zweep, Pax 1960 (vertaling door Edward Peeters)
- Perahim, 1961. Vertaling: Rendez-vous in het oneindige, Pax 1961 (vertaling door Edward Peeters)
- La maison de Petrodava, 1961. Vertaling: Petrodava, Pax 1962 (vertaling door Frans van Oldenburg Ermke)
- La vie de Mahomet, 1963
- Les immortels d'Agapia, 1964. Vertaling: De onsterfelijken van Agapia, Pax 1966 (vertaling: C.A.G. van den Broek)
- La jeunesse du docteur Luther, 1965
- Le meurtre de Kyralessa, 1966.
- La tunique de peau, 1967
- La condottiera, 1969
- Pourquoi m'a-t-on appelé Virgil?, 1968
- La vie du patriarche Athénagoras, 1969
- L'espionne, 1973
- Dieu ne reçoit que le dimanche, 1975
- Les inconnus de Heidelberg, 1977
- Le grand exterminateur, 1978
- Les amazones du Danube, 1978
- Dieu a Paris, 1980
- Mémoires: Le témoin de la vingt-cinquième heure, 1986

- Biblioteca Nacional de España: XX1153608
- Bibliothèque nationale de France: cb119047927 (data)
- Catàleg d'autoritats de noms i títols de Catalunya: 981058517353406706
- Gemeinsame Normdatei: 11869457X
- International Standard Name Identifier: 0000 0001 1440 6990
- Library of Congress Control Number: n50033879
- Nationale Bibliotheek van Letland: 000123580
- Nationale Bibliotheek van Tsjechië: jn20011211088
- Nationale Bibliotheek van Israël: 987007261613305171
- Nederlandse Thesaurus van Auteursnamen: 069109397
- SNAC: w6c85sk1
- Système universitaire de documentation: 026889897
- Virtual International Authority File: 30331209
- WorldCat: E39PBJtH4m3j6x4HPdG6gpqbBP